# Radelstetten (Lonsee)
Radelstetten ist ein Ortsteil der Gemeinde Lonsee im Alb-Donau-Kreis in Baden-Württemberg. Das Dorf liegt circa drei Kilometer südwestlich von Lonsee.

## Geschichte
Radelstetten wird 1275 erstmals urkundlich erwähnt. Ihren Besitz in Radelstetten schenkten die Ulmer Familie Rusch 1362 der Ulmer Pfarrkirche und die von Herrlingen 1366 der Kirche in Bermaringen. 1424 war das Kloster Kaisheim hier begütert. Die Reichsstadt Ulm soll das Dorf von Peter Ehinger für 900 Gulden gekauft haben. Bis 1772 zählte Radelstetten zum ulmischen Amt Scharenstetten, dann zum Amt Bermaringen der Unteren Herrschaft. 
Im Jahr 1803 kam Radelstetten an Bayern und 1810 durch den Grenzvertrag zwischen Bayern und Württemberg an das Königreich Württemberg, wo der Ort dem Oberamt Blaubeuren unterstellt wurde. Zunächst war Radelstetten Teil der Schultheißerei Scharenstetten und seit 1829 eine selbständige Gemeinde.  
Radelstetten wurde am 1. Januar 1975 nach Lonsee eingemeindet.

## Wappen
Wappenbeschreibung: „In silber (weiß) ein schräggestellter belaubter grüner Ast mit drei roten Aepfeln, begleitet oben von einem sechsspeichigen blauen Rad, unten von einer blauen Pflugschar.“

## Sehenswürdigkeiten
- Kirche St. Martin